# Rainier International Tennis Classic 1972 - Doppio
Il doppio del torneo di tennis Rainier International Tennis Classic 1972, facente parte della categoria Grand Prix, ha avuto come vincitori Ross Case e Geoff Masters che hanno battuto in finale Jean-Baptiste Chanfreau e Wanaro N'Godrella con il punteggio di 4–6, 7–6, 6–4.

## Tabellone

### Legenda
| - Q = Qualificato - WC = Wild card - LL = Lucky loser | - ALT = Alternate - SE = Special Exempt - PR = Protected Ranking | - w/o = Walkover - r = Ritirato - d = Squalificato |

|  | Semifinali                             | Semifinali                             | Semifinali                             | Semifinali | Semifinali |  |  | Finale                                 | Finale                                 | Finale | Finale | Finale |  |
|  |                                        |                                        |                                        |            |            |  |  |                                        |                                        |        |        |        |  |
|  | Ilie Năstase D R Russell               | Ilie Năstase D R Russell               | 6                                      | 1          | 1          |  |  |                                        |                                        |        |        |        |  |
|  | Ross Case Geoff Masters                | Ross Case Geoff Masters                | 4                                      | 6          | 6          |  |  | Ross Case Geoff Masters                | Ross Case Geoff Masters                | 4      | 7      | 6      |  |
|  | Brian Gottfried Paul Gerken            | Brian Gottfried Paul Gerken            | Brian Gottfried Paul Gerken            | 4          | 3          |  |  | J Baptiste Chanfreau Wanaro N'Godrella | J Baptiste Chanfreau Wanaro N'Godrella | 6      | 6      | 4      |  |
|  | J Baptiste Chanfreau Wanaro N'Godrella | J Baptiste Chanfreau Wanaro N'Godrella | J Baptiste Chanfreau Wanaro N'Godrella | 6          | 6          |  |  |                                        |                                        |        |        |        |  |